# ShKH-77
Il Dělo Automobilní Nabíjené Automaticky (DANA) (cannone semovente automatico), denominato anche Samohybná Kanónová Húfnica vzor 77  (ShKH-77) (obice semovente modello 77) fu progettato dalla Konštrukta Trenčíne costruito dalla ZTS  Dubnica nad Váhom nella ex-Cecoslovacchia (ora Slovacchia). Basato sullo stesso obice del 2S3 Akatsiya sovietico, fu il primo esempio di cannone da 152 mm su ruote a entrare in servizio.
Si tratta, infatti, di un semovente basato su di un autocarro pesante e corazzato, il Tatra 815 8x8, lo stesso utilizzato per l'RM-70. Ha una torretta dal particolare disegno, con una metà a lato del cannone con le munizioni, e l'altra metà con l'equipaggio. Il Dana è più veloce di 20 km/h su strada del semovente 2S3 anche se dotato di minore mobilità fuoristrada. È stato esportato almeno in Libia, come anche l'RM-70.

## Caratteristiche
Alla fine degli anni settanta la ditta ZTS Dubnika, del Gruppo Škoda-Pizer, mise in produzione il semovente d'artiglieria Vzor (Modello)-77 Dana, che in realtà è un acronimo che significa 'semovente d'artiglieria a caricamento automatico'.  Ma la sua vera caratteristica d'interesse è che esso è basato su ruote e non su cingoli, come era ed è rimasta a tutt'oggi la norma, malgrado alcuni recenti sviluppi.
La struttura del Dana è basata sul già citato autocarro Tatra 815 8×8 che ha anche un nome proprio, Kolos, un robusto veicolo a trazione integrale su cui si è basata una famiglia di mezzi militari corazzati di tipo pesante, specializzati in artiglieria campale.
Il veicolo ha un sistema di regolazione centralizzata della pressione degli pneumatici, ripartiti in 4 assali che a loro volta fanno parte di 2 gruppi distinti, con l'anteriore costituito da ruote sterzanti. Il motore è un Tatra diesel del tipo T-928 a 12 cilindri disposti a V, ovvero un V-12, con potenza di 344 hp  e raffreddamento ad aria.
Per riuscire a muoversi allo stesso passo dei veicoli corazzati su terreno vario, sarebbero necessari i cingoli, ma il suo ruolo è quello di supporto d'artiglieria divisionale, non reggimentale, per cui non sostituisce i 2S1 da 122 mm, ma i 2S3 e questo rende meno importante la massima mobilità fuoristrada. Rispetto a questi ultimi, la mobilità è leggermente inferiore, ma gli equipaggi la trovano comunque più che soddisfacente per la gran parte delle esigenze tattiche. La velocità massima su strada, invece, raggiunge gli 80 km/h, ovvero circa 20 di più, e in tal caso l'autonomia è di 800 km, molto superiore alla media dei cingolati.
Il motore è sistemato nella parte posteriore, mentre la parte anteriore del telaio ha la cabina equipaggio per 2 uomini, pilota e capocarro, protetti da una leggera blindatura e da un sistema NBC. I finestrini corazzati sono dotati di una blindatura d'acciaio aggiuntiva, che permette di evitare indesiderati effetti del fuoco dell'obice di bordo.
La torretta è sistemata a metà telaio, nella zona senza ruote, ed ha una struttura particolare, che offre molti motivi di interesse. La torretta è in realtà costituita da 2 semitorrette, con il cannone sistemato all'esterno, il che offre almeno un vantaggio: l'eliminazione dell'estrattore di fumi. Anche la sicurezza dei serventi è migliore con questo tipo di installazione. La struttura complessiva è molto grande e pesante, con angoli squadrati per migliorare la resistenza balistica con piastre inclinate. La possibilità di alzo è di 70 gradi. Il brandeggio è di 145 gradi complessivi, perché la disposizione della torretta, incassata tra la cabina e il motore, nonché i collegamenti meccanici impediscono il fuoco nei settori anteriore e posteriore. Una mitragliatrice da 12,7 mm è sistemata nella semitorretta destra, settore posteriore.
La disposizione è la seguente: la semitorretta di destra ha, sistemate anteriormente, 41 granate, mentre quella di sinistra ha nello stesso posto le cariche di lancio. La disposizione delle granate e cariche non è casuale e pericolosa, perché a differenza di ogni altro semovente d'artiglieria dell'epoca, esse sono sistemate in un vano separato da una paratia antiesplosione. Lo schema è il seguente: il servente della semitorretta di destra prende una granata, regola la spoletta, poi un cucchiaio di caricamento la porta fuori in posizione orizzontale, la allinea alla culatta e la inserisce nella canna.
Un altro cucchiaio fa lo stesso con la carica di lancio, sistemata dal servente della semitorretta di sinistra, e poi entrambe vengono calcate dentro la culatta con un sistema a catena che una volta eseguita l'operazione disimpegna l'otturatore a cuneo. A quel punto l'arma può sparare. La torretta ha una protezione NBC, che è collegata anche ad un sistema automatico che esclude l'apertura del fuoco se i portelli di torretta sono aperti. L'equipaggio è di un servente per lato, e il cannoniere nella semitorretta di destra, dotato dei sistemi ottici di visione e puntamento. Il servente della semitorretta di sinistra ha invece una mitragliatrice da 12,7 mm antiaerea. La dotazione di bordo comprende anche armi leggere, come anche un lanciarazzi RPG-7, ma il cannone può sparare anche a tiro diretto granate esplosive e controcarri, se necessario.
L'alzo del cannone non è un impedimento al caricamento, che è possibile con qualunque angolo per via del fatto che il sistema di caricamento è collegato direttamente alla canna. Anche per questo è possibile sparare ad un ritmo elevato, con un totale di 6 colpi al minuto massimo.
In caso di malfunzionamenti, resta possibile caricare il cannone manualmente, attraverso i portelli da cui i cucchiai portano le munizioni alla culatta. Ovviamente, questo sistema di emergenza consente un impiego fortemente limitato della bocca da fuoco, e tra l'altro la cadenza di tiro viene ridotta di molto: si tratta però di inconvenienti preferibili ad un blocco totale.

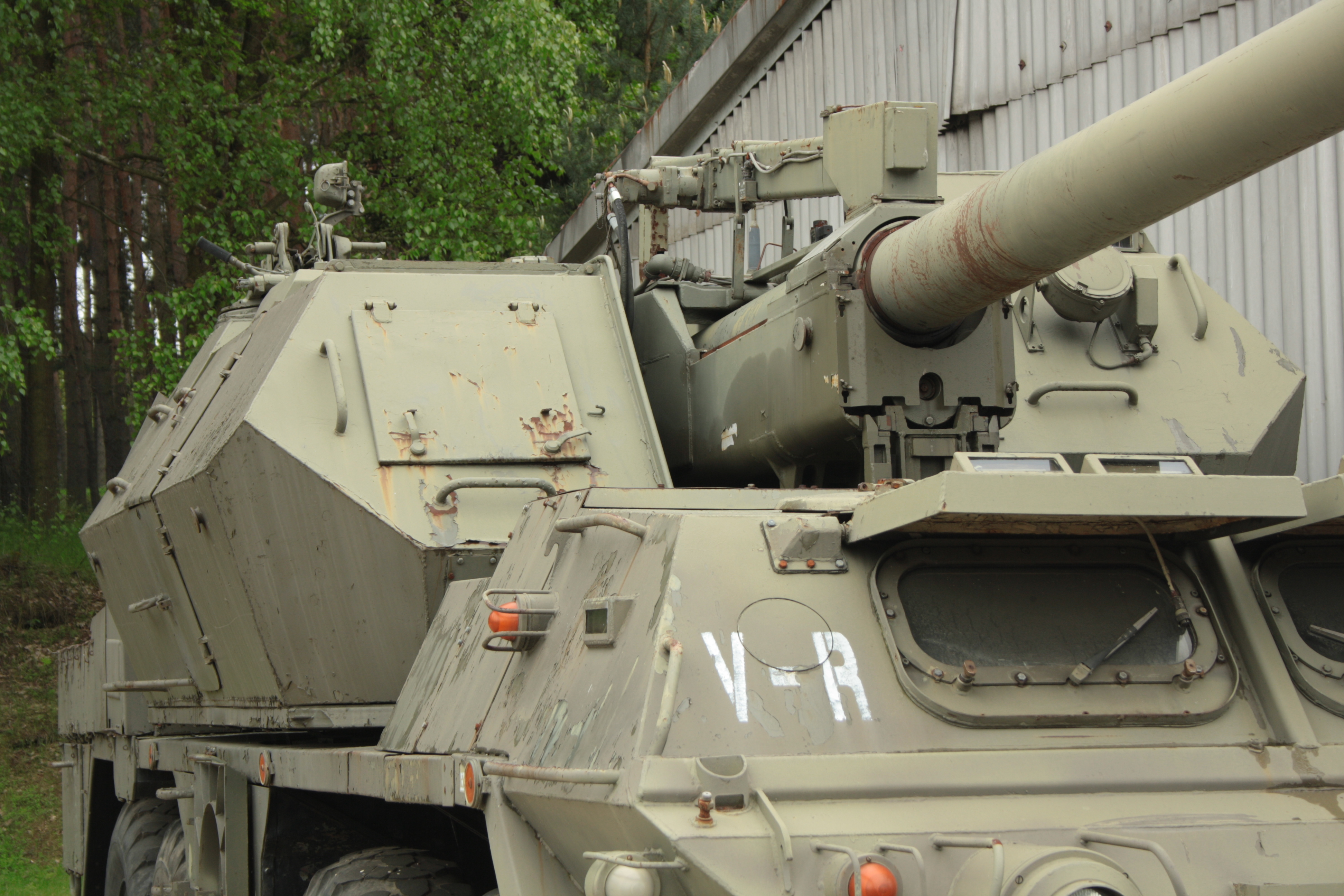
Vista ravvicinata del corpo torretta

La dotazione delle munizioni di pronto impiego è parimenti elevata, con 41 colpi pronti al tiro, e altri 19 sistemati in depositi ricavati nello scafo. Le munizioni sono analoghe a quelle dell'2S3, come la BR-540 perforante-esplosiva, OF-540 esplosiva, S-540 illuminante e D-540 fumogena.
Il cannone-obice del Dana ha una canna da 37 calibri, ma l'uso di un freno di bocca e di 2 ammortizzatori di rinculo ausiliari poco efficienti non consentono l'uso della carica di lancio più potente disponibile, e quindi la gittata massima di circa 18 km dovrebbe essere impossibile per il Dana. Peraltro la canna del 2S3 è di appena 34 calibri.
Munizioni a razzo consentono di raggiungere almeno i 22 km, ma la gittata non è mai stata uno dei punti di forza del semovente cecoslovacco, che eccelle peraltro nella mobilità (80 km/h e 740 km su strada), nel volume di fuoco (6 colpi al minuto) e nell'autonomia di fuoco (60 colpi, di cui 41 di pronto impiego).
Uno dei punti deboli del sistema è che il capocarro è costretto a restare nella cabina anteriore, e può godere in tal caso di una visuale tutt'altro che perfetta dei dintorni. Un altro limite è che la suddivisione della torretta in 2 parti non comunicanti rende praticamente impossibile il suo funzionamento nel caso in cui venga a mancare uno dei serventi. Ma, nonostante questi inconvenienti, la realizzazione è stata considerata nel suo insieme un indubbio successo.
In tutto la produzione ha realizzato oltre 750 mezzi, che sono entrati in servizio per la prima volta nel 1981, battaglione d'artiglieria  "Jan Žižka" , a Tábor.
La disposizione organizzativa dei semoventi Dana verte su di un livello di supporto divisionale, inizialmente vertente su di un gruppo di Dana per divisione, asserviti alla compagnia acquisizione obiettivi, dotata nei suoi vari plotoni di un radar di controllo del tiro SNAR-10, conosciuto in codice Nato come  "Big Fred" con portata di 15–20 km e il sistema fonotelemetrico PZK con portate di 8–10 km contro le artiglierie di medio calibro e 20 km circa contro quelle di calibro maggiore. Tutti questi sistemi sono di origine sovietica.
Gli artiglieri sono istruiti con i corsi tenuti per 6 mesi alla Scuola d'artiglieria e poi per altri 6 mesi vengono addestrati al reparto di destinazione, dove finiscono il servizio con altri 6 mesi in tutto. I poligoni sono frequentati un paio di volte l'anno, e i bersagli sono costituiti da rettangoli di 100 metri di lato per i Dana e 400 per gli RM-70.

## Impiego operativo
Il Dana è stato schierato, nell'ambito del Patto di Varsavia, solo dall'Esercito popolare cecoslovacco, che peraltro possedeva una delle maggiori forze corazzate del campo comunista, e dai Polacchi. Venti esemplari sono stati forniti anche alla Libia, andando ad arricchire la sua già ricca dotazione di armamenti. Sebbene siano pochi esemplari e la gittata sia molto inferiore rispetto a quella del Palmaria, la mobilità strategica fornita dalle ruote costituisce un vantaggio notevole nelle grandi superfici desertiche dell'Africa settentrionale.
Il Dana ha avuto un successore, il Zuzana (semovente), in calibro di 155mm NATO, canna più lunga e gittata ovviamente prolungata, di cui alcuni esemplari sono entrati recentemente in servizio. L'unico limite dei Dana, la gittata relativamente ridotta, è stato superato con questa nuova arma d'artiglieria.
L'esercito ceco, sotto la decisione del governo della Repubblica Ceca, durante l'Invasione russa dell'Ucraina, ha fornito diversi sistemi Dana alle forze terrestri ucraine

## Utilizzatori
Rep. Ceca
- Pozemní síly Armády České republiky

Circa 80 semoventi DANA, 50 in servizio attivo e 30 in riserva. Da quest'ultimi sono stati prelevati quelli inviati in Ucraina(circa 20)
 Ucraina
- forze terrestri ucraine

Ricevuti dalla Repubblica Ceca in numero di circa 20 unità